# آزمایشگاه زبان

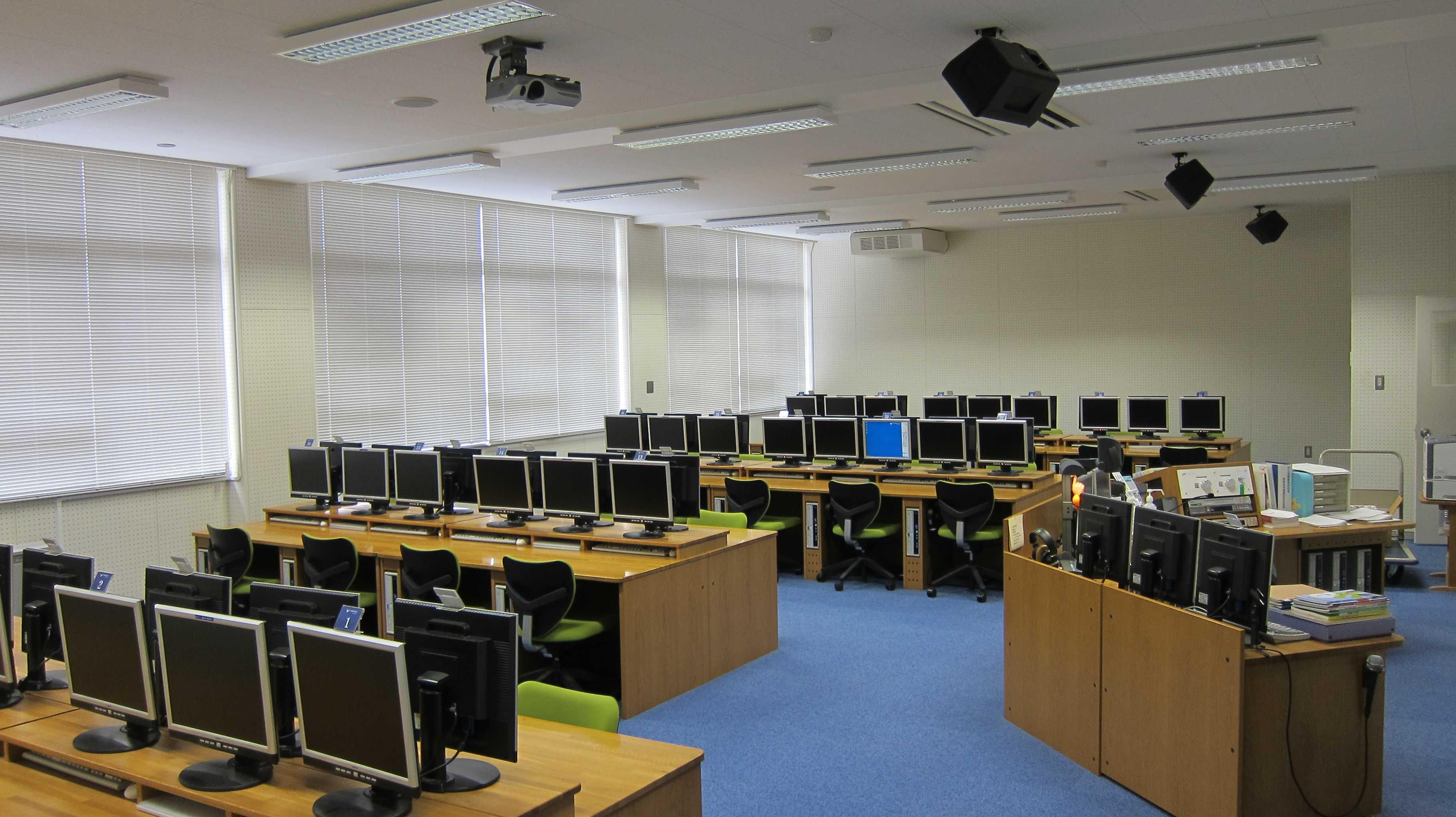
آزمایشگاه زبان مدرن در دبیرستانی در ژاپن

آزمایشگاه زبان یا لابراتوار زبان (به انگلیسی: Language lab) فضایی اختصاصی برای آموزش زبان خارجی است که در آن دانش آموزان به مواد صوتی یا دیداری و شنیداری دسترسی پیدا می‌کنند. معلم با دانش آموز که در «غرفه‌های محفوظ» جداگانه از طریق هدست با او در ارتباط هستند گفتگو می‌کند. آزمایشگاه‌های زبان در دو دهه پس از جنگ جهانی دوم در مدارس و دانشگاه‌های ایالات متحده رایج بود. اکنون مراکز آموزش خصوصی زبان جایگزین آنها شده‌است، همچنین گاهی به آنها «آزمایشگاه‌های زبان» نیز گفته می‌شود. این فضای آموزشی از مدرسه تا دانشگاه‌ها و آموزشگاه‌های زبان است

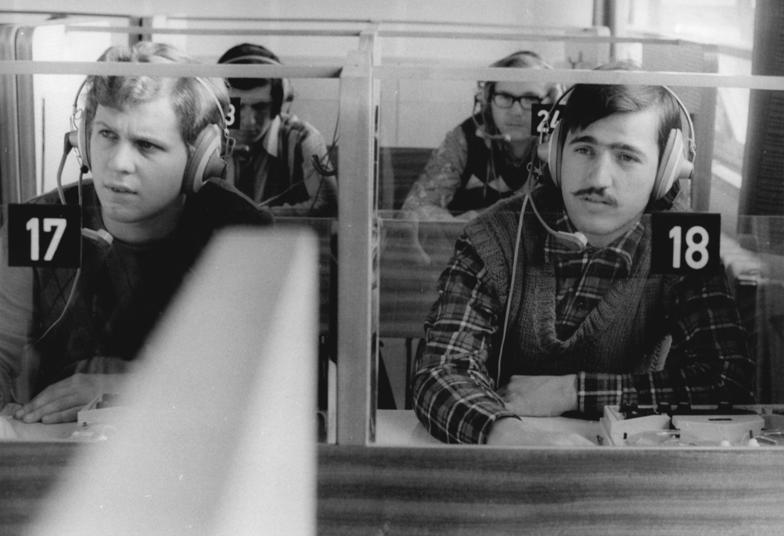
کلاس زبان روسی در آزمایشگاه زبان آلمان شرقی (۱۹۷۵)

## تجهیزات
وسائل سمعی بصری، کابین‌های مجزا، امکان ارسال پیام‌های خصوصی و گروهی، پنل مدیریتی برای استاد و…